# Pottenbakkerswesp
De pottenbakkerswesp (Trypoxylon figulus) behoort tot de familie van de graafwespen (Crabronidae). Deze soort vangt kleine spinnen die als voedsel gebruikt worden voor de larven. Ze maken hun nest vooral in plantenstengels, houtwormgaten en kleicellen. De grootte varieert tussen de 8 en de 15 mm, waarbij de mannetjes opvallend kleiner zijn dan de vrouwtjes. Hun nestholen worden afgesloten met een laagje klei.